# Manganeses de la Lampreana
Manganeses de la Lampreana ist ein nordwestspanischer Ort und eine Gemeinde (municipio) mit 439 Einwohnern (Stand: 2024) im Osten der Provinz Zamora der Autonomen Gemeinschaft Kastilien-León. Neben dem Hauptort Manganeses de la Lampreana gehören die Ortschaft Riego del Camino und die Wüstung Junciel zur Gemeinde.

## Lage
Manganeses de la Lampreana liegt in der kastilischen Hochebene in einer Höhe von etwa 705 m. Die Provinzhauptstadt Zamora ist nur etwa 28 Kilometer (Fahrtstrecke) in südsüdwestlicher Richtung entfernt. Durch die Gemeinde führt die Autovía A-66. Das Klima im Winter ist durchaus kalt, im Sommer dagegen warm bis heiß; die eher spärlichen Regenfälle (531 mm/Jahr) fallen verteilt übers ganze Jahr.

## Bevölkerungsentwicklung
| Jahr      | 1970 | 1981 | 1991 | 2001 | 2011 | 2021 |
| Einwohner | 1596 | 1108 | 940  | 773  | 556  | 448  |

## Sehenswürdigkeiten
- Kirche Mariä Himmelfahrt (Iglesia de Nuestra Señora de la Asunción)

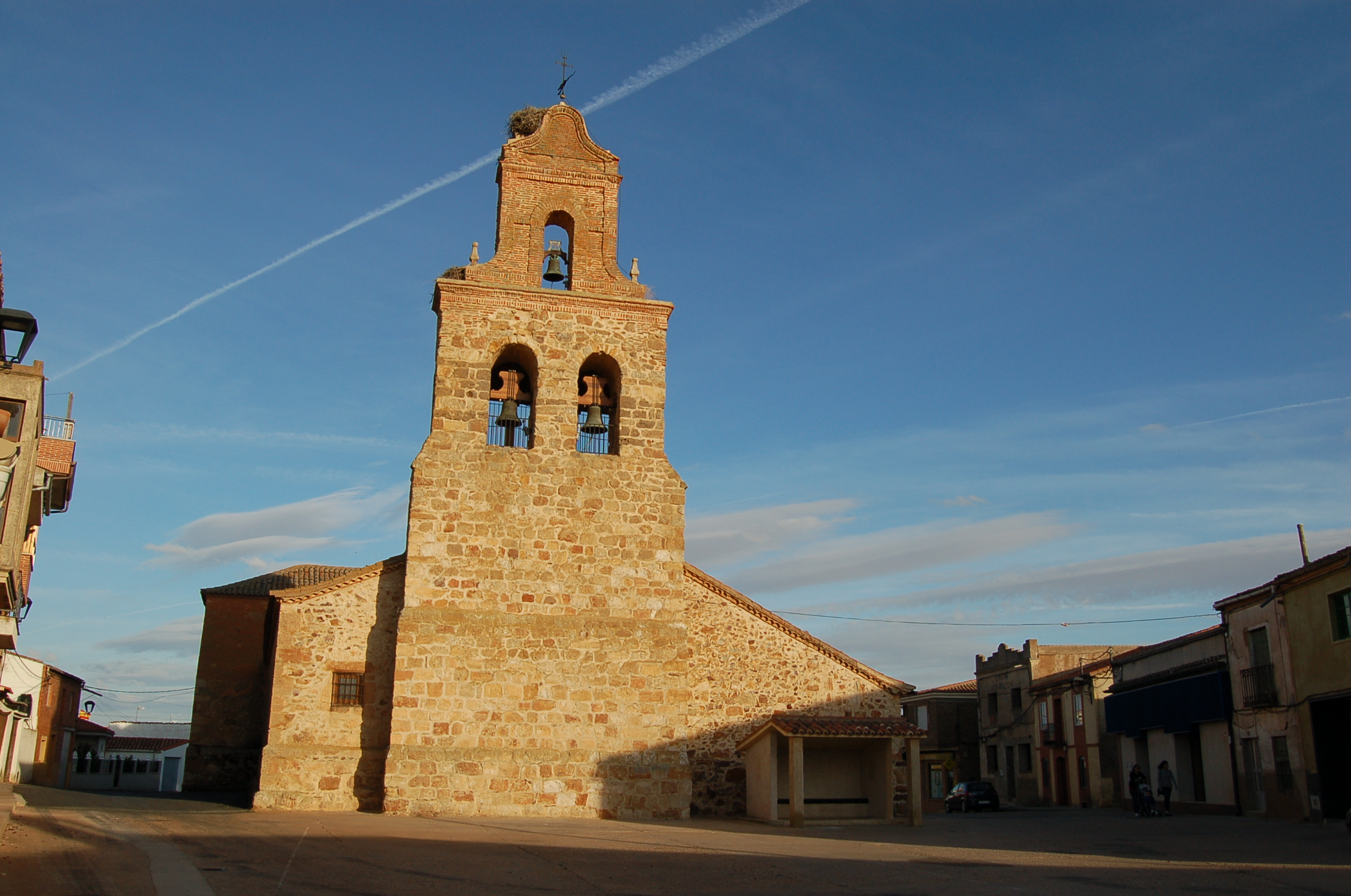
Kirche Mariä Himmelfahrt
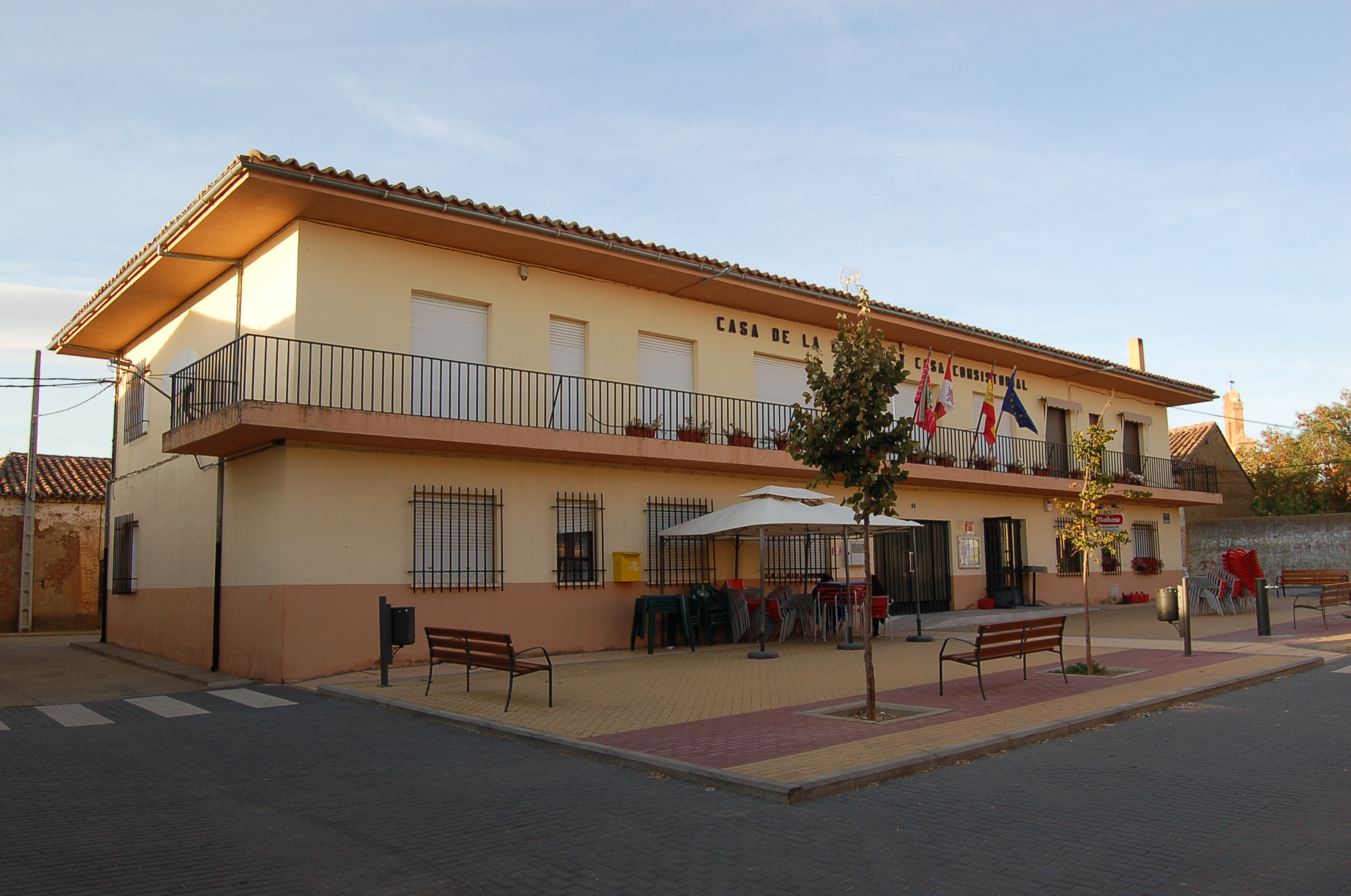
Rathaus